# وليام هدسون (ممثل)
وليام هدسون (بالإنجليزية: William Hudson)‏ مواليد 24 يناير 1919 في غيلروي، الولايات المتحدة - الوفاة 5 أبريل 1974 في لوس أنجلوس، كاليفورنيا، الولايات المتحدة، هو ممثل أمريكي بدأ مسيرته الفنية سنة 1943. من أعماله السيد روبرتس. امتدت مسيرته الفنية لأكثر من 28 عاما.

## روابط خارجية
- وليام هدسون على موقع IMDb (الإنجليزية)
- وليام هدسون على موقع قاعدة بيانات الفيلم (الإنجليزية)